# Монкошин (Лодзинське воєводство)
Монкошин (пол. Mąkoszyn) — село в Польщі, у гміні Тушин Лодзький-Східного повіту Лодзинського воєводства.
Населення — 177 осіб (2011).

## Демографія
Демографічна структура станом на 31 березня 2011 року:
|          | Загалом | Допрацездатний вік | Працездатний вік | Постпрацездатний вік |
| -------- | ------- | ------------------ | ---------------- | -------------------- |
| Чоловіки | 91      | 18                 | 59               | 14                   |
| Жінки    | 86      | 16                 | 47               | 23                   |
| Разом    | 177     | 34                 | 106              | 37                   |